# Diese Welt
«Diese Welt» (traducción en español: "Este mundo") fue la canción alemana en el Festival de la Canción de Eurovisión 1971, interpretada en alemán por Katja Ebstein.
La canción fue interpretada quinta en la noche (siguiendo a Peter, Sue & Marc de Suiza con "Les Illusions De Nos Vingt Ans" y antes de Karina de España con "En Un Mundo Nuevo". Al cierre de la votación obtuvo 100 puntos, ubicándose en 3.er lugar de 18.
La canción habla sobre la maravilla del mundo, con Ebstein cantando que "es un regalo que la vida nos dio" y recordando a sus escuchas que lo que pase con el mundo depende de sus habitantes.
Fue seguida como representante alemana en el festival del 72 por Mary Roos con "Nur die Liebe lässt uns Leben".
- Datos: Q5275004